# CUS Bologna
CUS Bologna is de sportclub van de Universiteit van Bologna in Italië. De club werd opgericht in 1946.
Bij CUS Bologna kunnen 17 sporten beoefend worden, waaronder: voetbal, tennis, waterpolo, hockey, zeilen, atletiek, basketbal, golf, rugby, schermen, volleybal, honkbal en meer.
De hockeytak werd in 1997 landskampioen in de Italiaanse Serie A1.